# 郭廣
郭廣（？—？），字涵之，號沧涵，山东济南府齐东县人。明朝政治人物。

## 生平
萬曆三十四年（1606年）丙午科山東鄉試舉人，二年（1622年）壬戌科三甲進士。歷任常州府知府，崇祯元年五月升河南按察司副使、寧前監軍道副使。時餉缺，七月寧遠兵變爆发，辽东巡抚毕自肃、总兵官朱梅、推官苏涵淳、州同知张世荣被乱兵绑缚在谯楼上，捶击交下，毕自肃被殴血流满面，兵备道郭广新至，身翼自肃，为解救诸人，发库银二万金，又益借商民五万金，补发军饷，士兵怨恨稍平，释放所缚官员。後忧劳卒於官，锡封荫贈，赠太僕寺少卿。

## 家族
父郭斗南，字荩卿，由岁贡任莱阳训导及黄县教谕。